# Chotěmice
Chotěmice är en ort i Tjeckien.   Den ligger i regionen Södra Böhmen, i den centrala delen av landet, 100 km söder om huvudstaden Prag. Chotěmice ligger 522 meter över havet och antalet invånare är 133.
Terrängen runt Chotěmice är lite kuperad. Runt Chotěmice är det ganska glesbefolkat, med 26 invånare per kvadratkilometer. Närmaste större samhälle är Jindřichův Hradec, 17,2 km sydost om Chotěmice. Omgivningarna runt Chotěmice är en mosaik av jordbruksmark och naturlig växtlighet.